# 1889年電影

## 電影列表
漢語電影依漢語拼音，所有非漢語電影依其在網際網路電影資料庫中的英文名稱排列。
| 片名                                                                          | 原名                                                                          | 語言 | 國家／地區 | 年份   |
| Leisurely Pedestrians, Open Topped Buses and Hansom Cabs with Trotting Horses | Leisurely Pedestrians, Open Topped Buses and Hansom Cabs with Trotting Horses | 無聲 | 英國       | 1889年 |